# Milna (gemeente)
Milna (Italiaans: Milnà) is een dorp en gemeente in de provincie Split-Dalmatië in de diepste baai van het Kroatische eiland Brač. Het staat daarom onder bootbezitters ook bekend om z'n beschutte ligging bij slecht weer. Sinds de jaren 90 is het dorp erg uitgebreid. Het ouderwetse aanzicht van het centrum is echter behouden gebleven.

Steden (gradovi): Split · Hvar · Imotski · Kaštela · Komiža · Makarska · Omiš · Sinj · Solin · Stari Grad · Supetar · Trilj · Trogir · Vis · Vrgorac · Vrlika

Gemeenten (općine): Baška Voda · Bol · Brela · Cista Provo · Dicmo · Dugi Rat · Dugopolje · Gradac · Hrvace · Jelsa · Klis · Lećevica · Lokvičići · Lovreć · Marina · Milna · Muć · Nerežišća · Okrug · Otok · Podbablje · Podgora · Podstrana · Postira · Prgomet · Primorski Dolac · Proložac · Pučišća · Runovići · Seget · Selca · Sućuraj · Sutivan · Šestanovac · Šolta · Tučepi · Zadvarje · Zagvozd · Zmijavci